# Worcester bymur
Worcester bymur er en række forsvarsværker, der er opført omkring byen Worcester i Worcestershire, England mellem det første århundrede og 1600-tallet. De første mure blev opført af romerne efter deres erobring af Britannien, og disse eksisterede indtil romerrigets fald. Forsvarsværkerne fik adskillige tidlige kristne organisationer til at etablere sig i byen i 500- og 600-tallet.. Angelsakserne udvidede Worcester i 890'erne og etablerede en ny planlagt by med mur omkring kaldet en burh. Denne burh brugte de sydlige dele af de gamle romerske mure, mens der mod nord blev inkluderet et meget større område. De angelsaksiske bymure blev vedligeholdt med en del af den skat der var på det lokale marked, hvilket blev certificeret af et royal charter.
Efter den normanniske erobring af England i 1000, blev der opført en motte and bailey-fæstning på sydsiden af byen, men de normanniske herskere fortsatte med at bruge de gamle burh-mure på trods af at byen havde udvidet sig ud på den anden side af de, mod nord og sydøst. Under anarkiet i 1140'erne blev Worcester angrebet flere gange med succes; efter krigen blev der opført en ny bymur for bedre at kunne forsvare byen. De nye mure stod færdige i begyndelsen af 1200-tallet, og de var bygget i sten og havde tre hovedporte. De blev vedligeholdt og var i god stand indtil 1600-tallet.
Under den engelske borgerkrig i 1640'erne blev de gamle middelalderlige mur forstærket med moderne bastioner af jord og en skanse. Worcester skiftede hænder adskillige gange under konflikten, og efter krigen blev de nyere forsvarsværker fjernet. I 1700-tallet blev de gamle middelalderlige stenmure og portbygninger solgt og størstedelen blev fjernet. I 1900-tallet overlevede kun få dele. Arkæologiske udgravninger i 1950'erne og 1960'erne, samt byggeri i 1970'erne har vist tidligere skjulte dele af muren, og i 2000'erne er der fremlagt planer om at forbedre konserveringen og vedligeholdet af det historiske monument.